# Barri d'Almeda
El Barri d'Almeda és un barri de Cornellà de Llobregat i la zona industrial i de negocis de la ciutat. S'hi pot trobar la Fira de Cornellà, el WTC Almeda Park, els grans magatzems d'El Corte Inglés, el parc de Can Mercader i moltes empreses i indústries. Rebé el nom pels propietaris anteriors del terreny, la família Almeda, en concret Dolors Almeda i Roig.

## Història
En l'actual territori del barri Almeda només hi havia algunes masies diseminades fins a la segona meitat del segle xix, com Can Busquets, Can Manso o Can Remei, a més de la casa senyorial de Can Mercader. En aquell moment van aparèixer els primers nuclis de població del barri, Millàs i Femades.
A partir de 1920 es van començar a vendre alguns solars a obrers o petits comerciants de Barcelona, que els emprarien per esbargir-se. Progressivament s'hi van anar construint barraques que van acabar esdevenint cases d'obra, i les famílies començarien a viure-hi de manera permanent. Per aquest motiu, durant algunes dècades el barri va ser conegut popularment com el «de les Barraques». Una part important de les famílies procedien de Montjuïc i havien estat desnonades per l'edificació dels palaus de l'Exposició Universal de 1929.
En l'actualitat la principal ocupació del sòl és la industrial. El 1930 es documenta ja una primera indústria artesana d'adob de pells, el 1940 ja es podia parlar de barri industrial incipient i la dècada de 1970 va ser declarat Zona Industrial per la Comissió d'Urbanisme. De les més de 200 indústries noves que es van instal·lar a Cornellà entre 1964 i 1974, la majoria ho van fer a Almeda.
El barri Almeda és també exemple del creixement urbanistic desordenat del municipi de Cornellà. El 1959 s'hi va inaugurar el primer bloc de pisos, de 140 habitatges, i durant les dècades següents es van enderrocar masies amb un important valor arquitectònic i històric arreu del terme municipal, també a Almeda. Can Mercader és un dels pocs casos en què la reivindicació veïnal va aconseguir aturar un pla per edificar-hi blocs de pisos.

## Transports
- Estació d'Almeda, de la Línia Llobregat-Anoia dels FGC (L8, S33, S4, S8, R5 i R6).
- Busos urbans: 94 i 95.
- Busos interurbans: L12, L52 i L82.